# Илляшевич, Владимир Николаевич
Владимир Николаевич Илляшевич (эст. Vladimir Iljaševitš; 18 февраля 1954, Таллин, Эстонская ССР) — эстонский писатель-прозаик, публицист, исследователь истории Русской Прибалтики и религиозной истории (православие) в Прибалтике, культуролог, режиссёр-документалист.

## Биография
Член правления Союза газет Эстонии (1999—2000).
Руководитель Русской писательской организации Эстонии, член Союза писателей России (СПР) с 1998, секретарь Правления СПР (с 1999); член Совета по прозе СПР (с 2024); член Исполкома Международного Сообщества Писательских Союзов (МСПС, Москва); постоянный член Совета Всемирного Русского Народного Собора (глава — Патриарх Московский и всея Руси) ; действительный член Международного Объединения Кинематографистов Славянских и православных народов (МОКСПН-Кинофорум «Золотой Витязь»; председатель — Николай Бурляев) с 1997 года; соучредитель и член Координационного совета российских соотечественников Эстонии (2007—2010); член Издательского отдела Эстонской Православной Церкви Московского Патриархата
Учредитель, издатель и главный редактор международного литературно-художественного и публицистического журнала «Балтика» (русские писательские организации Эстонии, Латвии, Литвы, Московской писательской организации и правления СП России, организации СПР в Санкт-Петербурге, Калининграде и Пскове).
Действительный член Российского Дворянского Собрания[значимость факта?].

## Награды
- Всероссийская историко-литературная премия «Александр Невский» — специальная премия «Соотечественник» (Санкт-Петербург, 2006) за книгу «Прибалтийцы на российской дипломатической службе» (2005)[8].
- Медаль Пушкина (22 июня 2011 года) — за вклад в развитие российско-эстонских отношений, сохранение и популяризацию русского языка и культуры за рубежом[9].